# Buena Vista, San Lucas Zoquiápam
Buena Vista är en ort i Mexiko.   Den ligger i kommunen San Lucas Zoquiápam och delstaten Oaxaca, i den sydöstra delen av landet, 270 km sydost om huvudstaden Mexico City. Buena Vista ligger 2 062 meter över havet och antalet invånare är 258.
Terrängen runt Buena Vista är kuperad norrut, men söderut är den bergig. Runt Buena Vista är det ganska tätbefolkat, med 75 invånare per kvadratkilometer. Närmaste större samhälle är Huautla de Jiménez, 9,9 km öster om Buena Vista. I omgivningarna runt Buena Vista växer i huvudsak städsegrön lövskog.